# Kroaten in Deutschland
Die Kroaten in Deutschland (kroatisch Hrvati u Njemačkoj) sind mit 435.381 Personen (3,5 %) kroatischer Staatsangehörigkeit die siebtgrößte Ausländergruppe (Stand: 31. März 2022). Unabhängig von ihrer Staatsangehörigkeit können sich auch Personen kroatischer Abstammung als Kroaten in der Diaspora verstehen.

## Geschichte

### Vor und während des Zweiten Weltkriegs
Vor dem Zweiten Weltkrieg lebte nur eine geringe Zahl von Kroaten in Deutschland. Es handelte sich überwiegend um Arbeiter im Bergbau und der Industrie. Während des Krieges wurden kroatischen Fremdarbeiter für den Bergbau angeworben. Ihre Zahl betrug im Jahr 1944 knapp 7.999 Personen.

### Nach dem Zweiten Weltkrieg (Politische Emigration)
Zum Ende des Zweiten Weltkriegs kamen Kroaten als politische Flüchtlinge aus dem nun kommunistischen Jugoslawien. Es handelte sich um gemäßigte und radikale Antikommunisten, darunter auch Personen die den kroatischen Faschismus unterstützt hatten.  Zusammen mit den vor allem als Fremdarbeiter bereits Eingewanderten, gab es so etwa 10.000  in Deutschland lebende Kroaten. Die zumeist katholischen kroatischen Einwanderer und die deutschen Diözesen gründeten die ersten katholischen Gemeinden für Kroaten, die kroatischen Missionen.

### Zeit des Zweiten Jugoslawien (Arbeitsmigration)
Die meisten Kroaten der ersten Generation kamen in den 1960er Jahren als jugoslawische Gastarbeiter nach Deutschland. Besonders viele kamen ab dem Jahr, als ein entsprechendes Abkommen zwischen den Regierungen Deutschlands und Jugoslawiens über die Aufnahme von Gastarbeitern aus Jugoslawien unterzeichnet wurde. Während des Kroatischen Frühlings, bei dem unter anderem auch gegen die Politik, welche die massive Abwanderung von Kroaten aus ihrer Heimat ins Ausland förderte, protestiert wurde, kamen auch zahlreiche vom jugoslawisch-kommunistischen Regime politisch verfolgte Exilkroaten nach Westdeutschland.
Die zweite Generation wurde in den 1970er Jahren in Deutschland geboren oder zog im Rahmen der Familienzusammenführung in späteren Jahren nach.

### Jugoslawienkriege (Fluchtmigration)
Etwa 15 % der Kroaten kamen zwischen 1991 und 1995 während des Kroatien- und des Bosnienkriegs nach Deutschland. Nach einer Studie von UNHCR und IOM aus dem Jahr 1996 lag der Anteil der kroatischen Flüchtlinge und Vertriebenen aus Bosnien und Herzegowina in Deutschland bei 14,84 % (etwa 52.000 Personen) von insgesamt etwa 350.000 (77,30 % Bosniaken). Ein Teil blieb auf Dauer, die meisten zogen jedoch wegen aufenthaltsrechtlicher Gründe wieder zurück nach Bosnien und Herzegowina oder in Drittstaaten. Allein im Zeitraum von 1996 bis 1999 zogen etwa 6000 Kroaten aus Bosnien und Herzegowina aus Deutschland in die USA und etwa 5600 nach Kanada und Australien.

### Bevölkerungsbewegungen
Strukturelle Angaben über Gastarbeiter in Westeuropa und den Anteil kroatischer und anderer Bevölkerungsgruppen des ehemaligen jugoslawischen Vielvölkerstaates während der letzten 35 Jahre.
| Migration         |                                                                      | |                                       |                                                                           |
| Quelle:           | Gesamtzahl der Personen aus dem ehemaligen Jugoslawien in Westeuropa | aus Kroatien                                                                                          | aus Bosnien-Herzegowina               | in Deutschland                                                            |
| Volkszählung 1971 | 790.500 Arbeiter                                                     | 6,1 % der Bevölkerung bzw. 308.295 oder. 38,3 % insgesamt aus Jugoslawien (Bevölkerungsanteil 22,2 %) | 4,8 % der Bevölkerung                 | ?                                                                         |
| 1973              | 1.110.000 (860.000 Arbeiter + 250.000 Familienmitglieder)            | 295.000 Arbeiter bzw. 34,4 % + Familienmitglieder                                                     | 141.000 Arbeiter + Familienmitglieder | 55 % aller bzw. 605.000 (473.000 Arbeiter und 137 500 Familienmitglieder) |
| Anfang 1981       | 1.100.000 (700.000 + 400.000 Familienmitglieder)                     | „mindestens etwa 1/3“, („Vjesnik“, 10. April 1982)                                                    | ?                                     | ?                                                                         |
| Volkszählung 1981 | 815.000 (578.000 + 237.000 Familienmitglieder)                       | 189.000 (135.000 + 54.000 Familienmitglieder), bzw. 23,19 % aller                                     | ?                                     | ?                                                                         |
| 1986              | ?                                                                    | ? | ?                                     | 591.000 insgesamt aus Jugoslawien                                         |
| 1991              | ?                                                                    | ? | ?                                     | 775.082 insgesamt aus Ex-Jugoslawien                                      |
| 1992              | ?                                                                    | ? | ?                                     | 915.636 insgesamt aus Ex-Jugoslawien                                      |
| 2005              | ?                                                                    | 228.926                                                                                               | 156.872                               | 1.729.091 insgesamt aus Ex-Jugoslawien                                    |
| 2006              | ?                                                                    | 227.510                                                                                               | 157.094                               | 1.452.701 insgesamt aus Ex-Jugoslawien                                    |

Quelle: „Crkva i hrvatsko iseljeništvo“, Kršćanska sadašnjost, Zagreb, 1982 / „Vjesnik“, 14. Mai 2001. Statistički ured, Wiesbaden, 2005.

## Aktuelle Situation

### Anzahl
Laut den Angaben von statista.com  lebten am 31. Dezember 2017 in Deutschland 368.000 kroatische Staatsangehörige. Beim Zensus 2011 wurde die Zahl der Kroaten in Deutschland noch mit 330.730 beziffert. Beim Mikrozensus stieg diese Zahl von 324.000 (2011) auf 407.000 (2015), wobei zwischen Zensus und Mikrozensus Unterschiede in der Definition des Migrationshintergrundes bestehen. Der Kroatische Weltkongress in der Bundesrepublik Deutschland (KWKD) spricht von ca. 400.000 Kroatischstämmigen in Deutschland.
Die vorherige konstante Abnahme der kroatischen Staatsbürger in der Bundesrepublik Deutschland erklärt sich zum einen durch die verstärkte Rückkehr nach Kroatien, zum anderen entscheiden sich viele, insbesondere junge und gut ausgebildete Menschen kroatischer Abstammung, die deutsche Staatsangehörigkeit anzunehmen. Mit dem Beitritt Kroatiens in die EU ist die Zahl der kroatischen Staatsbürger in Deutschland wieder angestiegen.
Ältere Angaben des statistischen Bundesamtes (kroatische Staatsangehörige):
- 2011: 220.199
- 2009: 221.222
- 2008: 223.056
- 2007: 225.309
- 2006: 227.510
- 2005: 228.926
- 2004: 229.172
- 2003: 236.570
- 2002: 230.987
- 2001: 223.819
- 1994: 176.251
- 1993: 153.146

### Verteilung auf die Bundesländer
Angaben des Statistischen Bundesamtes vom 31. Dezember 2014
| Anzahl der Kroaten in deutschen Bundesländern |                        |          |
| Nr.                                           | Bundesland             | Personen |
| 1.                                            | Baden-Württemberg      | 82.092   |
| 2.                                            | Bayern                 | 64.163   |
| 3.                                            | Berlin                 | 9.692    |
| 4.                                            | Brandenburg            | 471      |
| 5.                                            | Bremen                 | 1.167    |
| 6.                                            | Hamburg                | 5.668    |
| 7.                                            | Hessen                 | 38.322   |
| 8.                                            | Mecklenburg-Vorpommern | 260      |
| 9.                                            | Niedersachsen          | 11.405   |
| 10.                                           | Nordrhein-Westfalen    | 41.043   |
| 11.                                           | Rheinland-Pfalz        | 8.668    |
| 12.                                           | Saarland               | 1.005    |
| 13.                                           | Sachsen                | 614      |
| 14.                                           | Sachsen-Anhalt         | 435      |
| 15.                                           | Schleswig-Holstein     | 2.129    |
| 16.                                           | Thüringen              | 189      |

### Verteilung auf die Städte
Angaben für das Jahr 2005
| Anzahl von Kroaten in Großstädten |          |
| Stadt                             | Personen |
| München ⁴                         | 36.655   |
| Stuttgart                         | 29.600   |
| Frankfurt am Main                 | 16.075   |
| Berlin                            | 13.282   |
| Mannheim                          | 6.555    |
| Nürnberg ⁶                        | 5.898    |
| Hamburg                           | 4.585    |
| Düsseldorf ¹                      | 3.550    |
| Hannover ⁵                        | 3.405    |
| Köln                              | 2.854    |
| Karlsruhe                         | 2.423    |
| Augsburg ³                        | 2.237    |
| Offenbach am Main                 | 1.999    |
| Essen ²                           | 1.944    |
| Pforzheim ¹                       | 1.481    |
| Wiesbaden                         | 1.263    |
| Wuppertal                         | 1.183    |
| Ulm                               | 1.107    |
| Freiburg ¹                        | 1.037    |
| Darmstadt ¹                       | 751      |
| Heidelberg                        | 326      |

¹31. Dezember 2004,
²30. Juni 2006,
³31. Dezember 2007,
⁴31. Dezember 2017
⁵31. Dezember 2018
⁶31. Dezember 2022
Unter den Landkreisen und Kreisfreien Städten in der Bundesrepublik hatte beim Zensus 2011 Stuttgart den größten Anteil von Migranten aus Kroatien an der Bevölkerung, gefolgt von Pforzheim.

### Aufenthaltsdauer
Die Aufenthaltsdauer am 31. März 2018 ergibt sich aus dem Zeitraum zwischen dem Datum der ersten Einreise in Deutschland bis zur letzten Ausreise oder bis zum Stichtag mit Berücksichtigung von Unterbrechungen (Auslandsaufenthalte sind herausgerechnet).
| Netto-Aufenthaltsdauer in Jahren |         |         |         |         |          |           |           |             |                   |         |
|                                  | unter 1 | 1 bis 4 | 4 bis 6 | 6 bis 8 | 8 bis 10 | 10 bis 20 | 20 bis 30 | 30 und mehr | nicht berechenbar | Gesamt  |
| Personen:                        | 37.746  | 104.975 | 18.442  | 4.210   | 3.058    | 20.793    | 48.571    | 97.413      | 40.724            | 375.932 |
| In %:                            | 10,04   | 27,92   | 4,90    | 1,12    | 0,81     | 5,53      | 12,92     | 25,91       | 10,83             | 100     |

Bei den meisten Personen, die in den letzten Jahren nach Kroatien zurückkehren, handelt es sich um Menschen in der Altersrente, die in den 1960er und 1970er Jahren nach Deutschland gekommen sind.

### Schüler
Laut einer Studie des Bundesministeriums für Bildung und Forschung – BMBF über den Anteil an Ausländern in Schulen im Jahr 1994 gab es für kroatische Schüler bundesweit die folgende Verteilung:
- 46,5 % besuchten Grundschulen
- 53,3 % besuchten weiterführende Schulen

Auf die weiterführenden Schulen verteilen sich die kroatischen Schüler wie folgt:
- 42,2 % besuchten das Gymnasium
- 49,5 % besuchten die Realschule
- 8,3 % besuchten die Hauptschule

## Religion

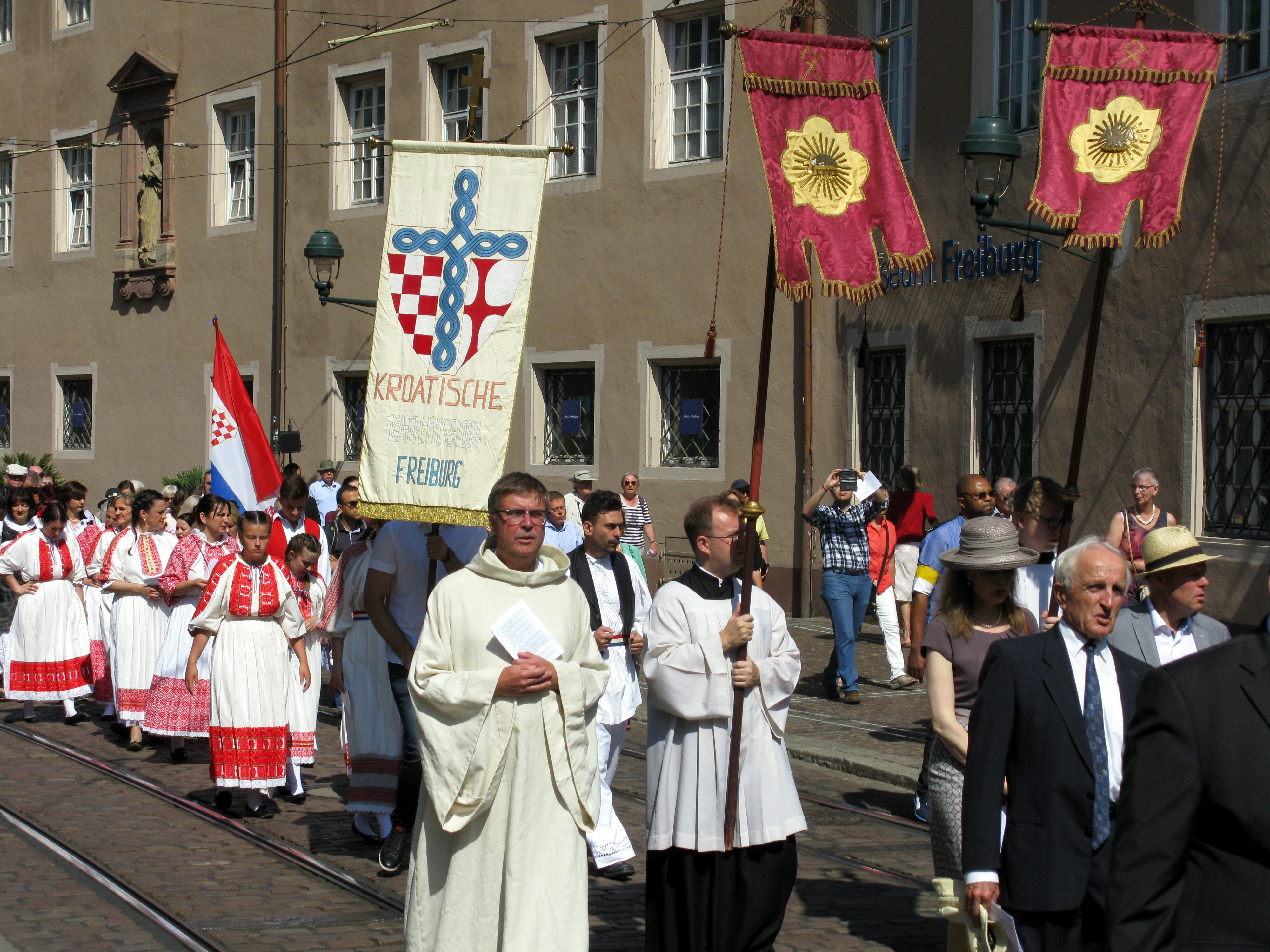
Fronleichnamsprozession der kroatischen katholischen Mission in Freiburg im Breisgau (2017).

Derzeit gibt es 97 kroatische katholische Missionen, in denen 89 Priester, 5 Diakone, 61 Pastoralmitarbeiter/-innen und 32 Sekretärinnen tätig sind. Ihnen widmet sich die Kroatenseelsorge in Deutschland.

## Sportler (Auswahl)
Zu den in Deutschland bekannten Persönlichkeiten mit kroatischer Staatsangehörigkeit oder Abstammung zählen die folgenden Sportler:
- Fußball: Davor Šuker, Robert Prosinečki, Ivan Klasnić, Josip Šimunić, Josip Stanišić, Marko Babić, Ivica Banović, Zdenko Miletić, Marijo Marić, Stiven Rivić, Leon Benko, Ivo Iličević, Jurica Vranješ, Niko Kovač und Robert Kovač, Zvonimir Soldo, Boris Živković, Ivica Mornar, Tomislav Erceg, Filip Tapalović, Martina Tufeković, Ivan Rakitić, Ivica Olić, Mario Mandžukić, Mladen Petrić, Ante Rebić
- Fußballtrainer: Otto Barić, Branko Zebec, Josip Skoblar, Zlatko Čajkovski
- Handball: Blaženko Lacković, Ivano Balić
- Handballtrainer: Vlado Stenzel, Zvonimir Serdarušić und Velimir Kljaić
- Basketball: Matej Mamić
- Boxen: Stipe Drviš und Željko Mavrović
- Schach: Bojan Kurajica
- Tischtennis: Dragutin Šurbek
- Tennistrainer: Nikola Pilić

## Kroaten und Personen kroatischer Abstammung in Deutschland

### Film und Fernsehen
- Werner Herzog, Regisseur
- Miroslav Nemec, Schauspieler
- Stipe Erceg, Schauspieler

### Musik
- Vanessa Mai, Sängerin
- Sandra Nasić, Sängerin
- Jasmin Wagner

### Sport
- Edin Terzić, Fußballtrainer
- Borna Sosa, Fußballspieler
- Josip Stanišić, Fußballspieler
- Angelo Stiller, Fußballspieler
- Jeremy Toljan, Fußballspieler
- Boris Vukčević, ehemaliger Fußballspieler
- Nikki Adler, Boxerin
- Zvonimir Serdarušić, Handballtrainer

### Politik
- Irene Mihalic, Mitglied des deutschen Bundestages (Bündnis 90/Die Grünen)
- Josip Juratovic, Mitglied des deutschen Bundestages (SPD)